# 名古屋市立瑞穂ヶ丘中学校
名古屋市立瑞穂ヶ丘中学校（なごやしりつ みずほがおかちゅうがっこう）は、愛知県名古屋市瑞穂区高田町にある公立中学校。通称「瑞中（ずいちゅう）」。

## 沿革
- 1947年（昭和22年）4月 - 名古屋市立駒場中学校が、現在の名古屋市立汐路小学校敷地において開校[1]。
- 1948年（昭和23年）
  - 4月 - 駒場中学校が田辺中学校と改称[1]。また、同校より竹田中学校が分離する[1]。
  - 9月30日 - 竹田中学校が廃止され、同所において名古屋市立瑞穂ヶ丘中学校が成立[1]。
- 1949年（昭和24年）4月 - 名古屋市立萩山中学校が分離[1]。
- 1951年（昭和26年）
  - 1月 - 名古屋市立汐路中学校が分離し、現在の学区となる[1]。
  - 4月 - 愛知県立女子短期大学が敷地の北半分に設置されたため、校地が減少する[1]。
- 1973年（昭和48年）10月 - 校地にかつて存在した旧制愛知県熱田中学校（現在の愛知県立瑞陵高等学校）時代から残存していた木造校舎を取り壊し[1]。

## 通学区域
- 名古屋市立御劔小学校学区[2]
- 名古屋市立高田小学校学区[2]

## 交通
- 名古屋市営地下鉄桜通線 瑞穂区役所駅1番出口より徒歩[3]。

## 出身者
- 近藤浩（政治家）[4]

## 部活動
- ハンドボール部（男子のみ）
- 野球部
- 美術部
- ソフトボール部（女子のみ）
- 水泳部